# Michalítsi (ort i Grekland, Nomós Ioannínon)
Michalítsi (Michalitsi) är en ort i Grekland.   Den ligger i prefekturen Nomós Ioannínon och regionen Epirus, i den centrala delen av landet, 290 km nordväst om huvudstaden Aten. Michalítsi ligger 581 meter över havet och antalet invånare är 146.
Terrängen runt Michalítsi är kuperad åt sydväst, men åt nordost är den bergig. Runt Michalítsi är det mycket glesbefolkat, med 6 invånare per kvadratkilometer. Närmaste större samhälle är Anatolí, 18,7 km nordväst om Michalítsi. Trakten runt Michalítsi består till största delen av jordbruksmark.